# Synagoga Circulo Israelita w Santiago
Synagoga Circulo Israelita w Santiago – jest główną synagogą aszkenazyjską Chile. Uwagę przykuwają witraże otaczające bimę. Służy liczącej około 1000 rodzin stołecznej gminie żydowskiej.